# 桝田三郎
桝田 三郎（ますだ さぶろう、1923年7月14日 - 2018年1月18日）は、日本の経営者、銀行家。伊予銀行頭取を務めた。

## 経歴
愛媛県出身。1948年に京都大学経済学部を卒業し、同年4月に伊予銀行に入行。1971年10月に取締役に就任し、1978年2月に常務、1979年12月に専務を経て、1983年6月には頭取に就任。1991年6月に会長に就任し、1996年6月には相談役に就任。
1988年11月に藍綬褒章を受章し、1995年4月に勲三等旭日中綬章を受章。
2018年1月18日急性心臓死のために死去。94歳没。